# Teognosto
Teognosto (idioma griego: ΘΕΟΓΚΝΟΣΤΟΥΣ; latín: Teognostus; ca. 210 - 270), fue un teólogo de Alejandría de la segunda mitad del siglo III. Fue probablemente el sucesor de Dionisio el Grande como director de la escuela catequística de Alejandría, aunque algunas fuentes lo ubican dirigiendo esta escuela hacia el año 300, esta datación es inaceptable por su origen tardío, razón por la cual se cree que la dirigió del año 265 hasta el 282, después de Dionisio y antes de Pierio.
Se conoce sólo una obra de Teognosto, titulada Hypotyposeis, también conocida como «Los esquemas del Bienaventurado Teognosto de Alejandría, intérprete de las Escrituras», que comprende 7 libros en los que trataba de Dios Padre y de la creación del mundo, del Hijo, del Espíritu Santo, de las criaturas espirituales y de la encarnación del Hijo.
Su estilo es vigoroso y exento de superfluidades, usa un lenguaje magnífico, sin embargo, contiene opiniones erróneas sobre el Hijo, el Espíritu Santo y las creaturas racionales. Es evidente que Teognosto seguía a la doctrina de Orígenes, razón por la cual, quizá, estuvo en polémica con Luciano de Antioquía. Desafortunadamente se desconocen más datos de su vida, y a excepción de un pequeño fragmento del libro segundo de la Hypotyposeis, que fue descubierto en un manuscrito veneciano del siglo XIV, nada queda de su obra.